# Niżniaja Tiebierda
Niżniaja Tiebierda (ros. Нижняя Теберда) – auł w Rosji, w Karaczajo-Czerkiesji, w rejonie karaczajewskim. W 2010 liczył 1128 mieszkańców.

## Urodzeni
- Kanamat Botaszew – rosyjski wojskowy.